# Charles Bingham, I conte di Lucan
Charles Bingham, I conte di Lucan (22 settembre 1735 – Londra, 29 marzo 1799), è stato un politico irlandese.

## Biografia
Era il secondo figlio di Sir John Bingham, V Baronetto, e di sua moglie, Anne Vesey, figlia di Agmondisham Vesey. Nel 1750, succedette al suo fratello maggiore, John, come baronetto.

## Carriera
Venne nominato High Sheriff di Mayo nel 1756. È stato eletto come membro del Parlamento sia per Castlebar che per Mayo nel 1761, e scelse di sedersi per il secondo. Egli è stato restituito alla Camera dei Comuni irlandese fino al 1776, quando fu elevato al Pari d'Irlanda come barone di Lucan. Nel 1795, è stato nominato conte di Lucan.

## Matrimonio
Sposò, il 25 agosto 1760 a Bath, Margaret Smith (?-27 febbraio 1814), figlia di Sir James Smith e Grace Dyke. Ebbero cinque figli:
- Lady Margaret Bingham, sposò Thomas Lindsey, ebbero una figlia;
- Lady Lavinia Bingham (27 luglio 1762-8 giugno 1831), sposò George Spencer, II conte Spencer, ebbero nove figli;
- figlia nata morta;
- Richard Bingham, II conte di Lucan (4 dicembre 1764-30 giugno 1839);
- figlia nata morta.

## Morte
Morì il 29 marzo 1799, all'età di 63 anni a Londra.